# SN 1999cd
SN 1999cd – supernowa typu II odkryta 14 maja 1999 roku w galaktyce NGC 3646. W momencie odkrycia miała maksymalną jasność 17,90m.